# Калдуссы
Калдуссы — село в Белинском районе Пензенской области России. Входит в состав Лермонтовского сельсовета.

## География
Расположено в 6 км к северо-востоку от села Лермонтово, на реке Калдусс.

## История
Основана в первой половине XVIII века мичманом Иваном Юрьевичем Ржевским. До 1917 г. в составе Аргамаковской волости Чембарского уезда. После революции в составе Аргамакского сельсовета, центральная усадьба колхоза имени Орджоникидзе, В 1980-е гг. — центральная усадьба совхоза «Парус».

## Население
| 1747  | 1864 | 1877 | 1897 | 1911  | 1926  |
| ----- | ---- | ---- | ---- | ----- | ----- |
| 458   | ↗788 | ↗838 | ↗979 | ↗1205 | ↘1055 |
| 1930  | 1951 | 1959 | 1979 | 1989  | 1996  |
| ↗1231 | ↘373 | ↘355 | ↘353 | ↗422  | ↗447  |
| 2002  | 2010 |      |      |       |       |
| ↘333  | ↘322 |      |      |       |       |

## Инфраструктура
В селе до революции имелись каменная церковь во имя иконы Казанской Богородицы (построена в 1795 г.), лавка, постоялый двор, школа Министерства народного просвещения, 5 ветряных мельниц, 2 кузницы, 3 лавки.
Было развитое сельское хозяйство, здесь находилась центральная усадьба колхоза имени Орджоникидзе, совхоза «Парус».

## Транспорт
Автомагистраль Пенза — Тамбов.